# Contea di Tammin
La contea di Tammin è una delle 43 local government areas che si trovano nella regione di Wheatbelt, in Australia Occidentale. Si estende su di una superficie di circa 1.087 chilometri quadrati ed ha una popolazione di 450 abitanti.